# 中国通信标准化协会
中国通信标准化协会（英語：China Communications Standards Association，缩写）成立于2002年12月18日，是由中国的企业和事业单位组成的，开展通信技术领域标准化活动的非营利性法人社会团体。该协会代表中国参加ITU、3GPP等通讯行业和标准化的国际组织，并在国内出版《通信标准工作指南》、《通信技术与标准》等通信标准相关的出版物。

## 协会成员
中国通信标准化协会采用单位会员制，会员包括具有法人资格的国内科研开发、设计单位、产品制造、通信运营企业、高等院校、社团组织等以及中外合资企业等。会员分为全权会员和列席会员两类，列席会员不享有协会的选举权、被选举权和表决权。此外，港、澳、台企业，在华国外独资企业和国外企业可以成为该协会的观察员。
截至2022年6月，该协会拥有全权会员802名，观察员4名。会员中包括了中国互联网络信息中心、主要运营商、通信设备制造商及知名高校。

## 组织机构
中国通信标准化协会的最高机构是会员大会，实际管理机构为理事会，下设技术专家咨询委员会、技术管理委员会、九个技术工作委员会和秘书处。每个技术工作委员会下设若干技术组，研究各个方面技术，协调和组织通讯行业标准的制订。协会另有家庭网络、通信设备节能与综合利用、应急通信、电信基础设施共建共享4个特设任务组。

### 技术工作委员会一览
- TC1：IP与多媒体通信技术工作委员会（原IP与多媒体通信标准研究组，1999年6月21日成立）
- TC2：移动互联网应用协议特别组（原中国移动互联网应用协议特别组，2001年7月18日成立）
- TC3：网络与业务能力工作委员会（原网络与交换标准研究组，1999年10月27日成立）
- TC4：通信电源与通信局站工作环境技术工作委员会（原通信电源标准研究组，1999年3月5日成立）
- TC5：无线通信技术工作委员会（原无线通信标准研究组，1999年4月6日成立）
- TC6：传送网与接入网技术工作委员会（原传送网与接入网标准研究组，1999年7月6日成立）
- TC7：网络管理与运营支撑技术工作委员会（原网络管理标准研究组，1999年9月2日成立）
- TC8：网络与信息安全技术工作委员会（原通信安全标准研究组，2002年11月21日成立）
- TC9：电磁环境与安全防护技术工作委员会（2004年12月21日成立）
- TC10：物联网技术工作委员会
- TC11：移动互联网应用和终端技术工作委员会
- TC12：航天通信技术工作委员会

## 协会工作
- 2008年，该协会承担各类标准项目993项，其中国家标准（GB）项目147项，通信行业标准（YD）项目573项。承办了ITU-T业务和网络运营工作组（SNOg）第5次会议。
- 2007年，该协会承担各类标准项目928项，其中国家标准（GB）项目104项，通信行业标准（YD）项目580项。
- 2006年，该协会承担各类标准项目396项，其中国家标准（GB）项目82项，通信行业标准（YD）项目189项。